# مجموعه تپه‌های دهرو
مجموعه تپه‌های دهرو مربوط به دوران‌های تاریخی پس از اسلام است و در شهرستان فیروزآباد، روستای دهرو واقع شده و این اثر در تاریخ ۲۵ اسفند ۱۳۷۹ با شمارهٔ ثبت ۳۲۷۰ به‌عنوان یکی از آثار ملی ایران به ثبت رسیده‌است.